# Den vite vikingen
Den vite vikingen är en norsk-svensk-dansk-isländsk film från 1991.

## Handling
Filmen handlar om Ask och Embla som älskar varandra, men som blir åtskilda av kung Olav. Ask skickas till Island på ett omöjligt uppdrag att kristna de asatroende islänningarna. Om han lyckas skall han få återförenas med Embla, som under tiden sätts i kloster. Den vite vikingen finns både som spelfilm och som en längre TV-version i fyra delar. Till skillnad från de två tidigare filmerna, så är filmen löst baserat på verkliga händelser och flera figurer i filmen är verkliga historiska personer.

## Rollista (i urval)
- Gotti Sigurdarson - Askur, den vite vikingen
- Maria Bonnevie - Embla
- Egill Ólafsson - Kung Olav
- Tomas Norström - Biskop Thangbrandur
- Helgi Skúlason - Thorgeir
- Þorsteinn Hannesson - Jarl Godbrandur
- Jón Tryggvason - Ketill
- Bríet Héðinsdóttir - Hallbera
- Gunnar Jónsson -  Gunnar
- Hedda Kloster - Alfdis
- Maria Sigurdardóttir - Abbedissa Stella
- Flosi Ólafsson - Runolfur
- Sveinn M. Eiðsson - Volondur
- Johannes Brost - Kolbeinn